# Bayezid I
Bayezid I (en turco otomano: بايزيد‎; en turco: I. Bayezid), llamado Yıldırım Bayezid («Bayezid el Rayo») y conocido en Occidente como Bayaceto (Bursa, 1354-Aksehir, 9 de marzo de 1403) fue un sultán otomano de 1389 a 1402. Se considera como uno de los primeros grandes sultanes del Imperio otomano. Construyó uno de los ejércitos más grandes en el mundo conocido en ese momento y asedió Constantinopla sin éxito. Adoptó el título de Sultan-i Rûm, siendo Rûm un antiguo nombre islámico para el Imperio bizantino. Derrotó decisivamente a los cruzados en Nicópolis (en la moderna Bulgaria) en 1396, y fue derrotado y capturado por Tamerlán en la batalla de Ankara en 1402 y murió en cautiverio en marzo de 1403, lo que provocó el Interregno otomano.
Reinó sobre un extenso Imperio, que en Europa incluía Tracia (sin Constantinopla), Macedonia (sin Salónica), Bulgaria y el protectorado serbio. En Anatolia, sus dominios se extendían desde los Montes Tauros (que separaban su territorio de la Cilicia en poder de los Mamelucos), hasta el macizo armenio (que constituía su frontera con los dominios de Temür), y la cordillera Póntica (frontera con el Imperio de Trebisonda). Su ejército (que venció a la famosa caballería franco-borgoñona) fue, con justicia, considerado el mejor del Cercano Oriente.

## Biografía

### Primeros años
Bayezid nació en el palacio del Bey de Bursa en 1354, durante el reinado de su abuelo Orhan I. Hijo del sultán Murad I y de su esposa de origen griego Gülçiçek Hatun. Poseía la misma capacidad y poder organizativo de su padre, sin embargo Bayezid se distinguió por seguir los caprichos de su voluntad, con el cual podría ser tanto magnánimo como cruel sin límites en un mismo día.
El primer papel importante de Bayezid fue como sandjak-bey de Kütahya, una ciudad que le fue cedida a su padre por el bey Süleyman Şah de Germiyan, el cual se convirtió en suegro de Bayezid. Era un soldado impetuoso, ganándose el apodo de Yıldırım ("el Rayo") en una batalla contra Karaman.

### Batalla de Kosovo y ascenso al trono

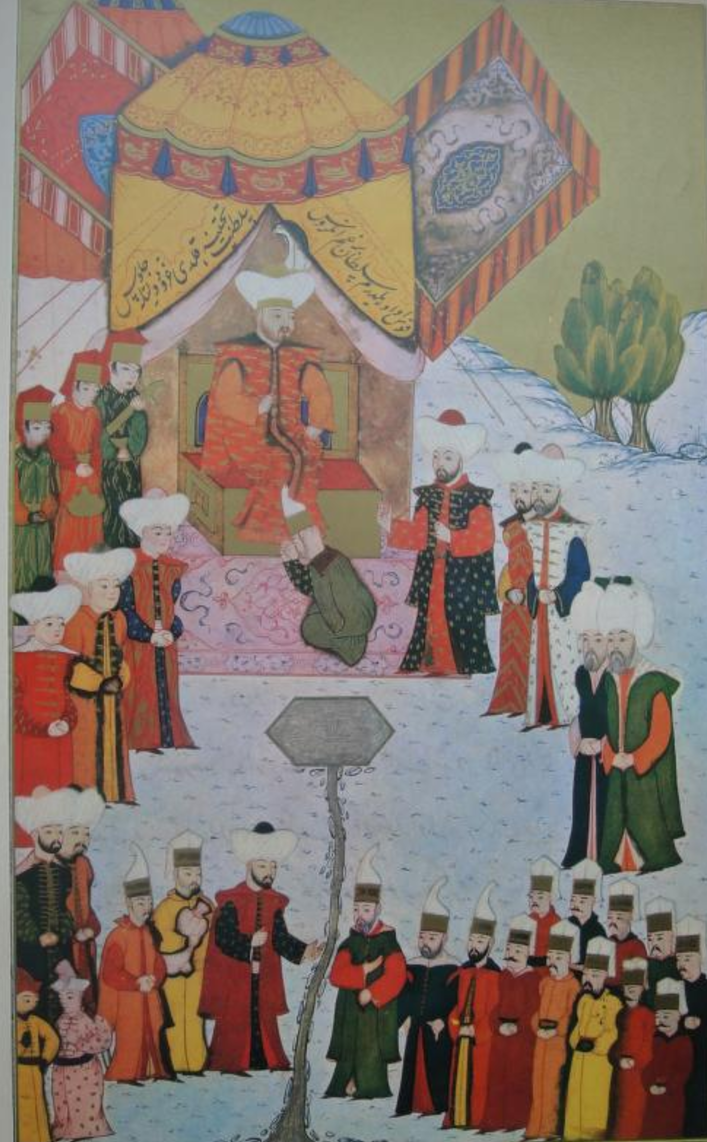
Entronización del sultán Beyazit I en el campo de batalla de Kosovo.

Fue proclamado sultán después de la muerte de su padre en la batalla de Kosovo, en la que el ejército serbio había sido casi destruido. En pleno campo de batalla, tras tomar el control total del ejército, mando a llamar a la tienda del comando general a su hermano Yakub Bey (presente también en la batalla) el cual, apenas llegado, fue estrangulado. Completó la conquista de Serbia, concluyó un tratado con el líder serbio Vuk Brankovic y la princesa Milica Nemanjić Hrebeljanovic, que daba a ese país considerable autonomía. En 1390, Bayezid tomó como esposa a la princesa Olivera Lazarević, hija del príncipe Lazar de Serbia, quien lideró las fuerzas serbias y también perdió la vida en Kosovo. Bayezid reconoció a Stefan Lazarević, el hijo de Lazar, como el nuevo líder serbio (más tarde déspota), con considerable autonomía.
La parte superior de Serbia resistió a los otomanos hasta que el general Pashá Yiğit Bey capturó la ciudad de Skopie en 1391, convirtiendo la ciudad en una importante base de operaciones otomanas.

### Primera campaña en Anatolia
Mientras tanto, el sultán comenzó a unificar Anatolia bajo su gobierno. La forzosa expansión en los territorios musulmanes podría poner en peligro la relación otomana con los gazis, que eran una importante fuente de guerreros para esta casa gobernante en la frontera europea. Así que Bayezid comenzó la práctica de asegurar primero fatwas, o decisiones legales de los estudiosos islámicos, justificando sus guerras contra estos estados musulmanes. Sin embargo, sospechaba la lealtad de sus seguidores musulmanes turcomanos, ya que Bayezid dependía en gran medida de sus tropas vasallas serbias y bizantinas para realizar estas conquistas. Por lo general elegía las campañas ciñéndose a las necesidades del momento, presionado otras veces por su entorno. Su mujer y los consejeros intentaban hacerle abandonar de forma definitiva la tradición gazi y obligarle a atacar hacia el este (turco y musulmán), convirtiéndolo en defensor de los restos de la cultura cristiana oriental. Esta opinión era compartida por los vasallos cristianos de los otomanos, que preferían ver desplazadas las fuerzas de su soberanos lejos de sus territorios y que si tenían que servirlo preferían realizarlos avanzando sobre el este musulmán. Por el otro extremo, la aristocracia turca tenía preferencia de seguir la tradición ghazi de avanzar hacia el corazón de la Europa cristiana, ya que su poder y sus ingresos dependían de los timars. Apoyando a la aristocracia turca, se encontraban los Akıncıs, remanentes de los antiguos gazis turcomanos, los cuales siempre se encontraban necesitados de botín que solo las tierras cristianas le podían otorgar; además, veían en los ataques otomanos a los beylicatos turcomanos del este como una traición a su raza y a su religión.
En una sola campaña en Anatolia durante el verano y el otoño de 1390, Bayezid conquistó los beylicatos de Aydin, Saruhan y Menteşe. Su principal rival, su cuñado Alâeddin Ali Bey de Karaman, respondió aliándose con el gobernante de Sivas, Tokat y Kayseri de Capadocia, Kadi Burhan al-Din, y los restantes beylicatos turcomanos. Sin embargo, Bayezid prosiguió su avance y en el otoño y el invierno de 1390 abrumó a los beylicatos restantes, Hamid, Teke y Germiyan, y tomó las ciudades de Akşehir y Niğde, así como Konya, la capital de Karaman. En este punto, Bayezid aceptó las propuestas de paz de Karaman (1391), preocupado de que los futuros avances antagonizarían a sus seguidores turcomanos y los conducirían a aliarse con Kadi Burhan al-Din. En ese momento, y en plena campaña otomana en Anatolia, sucedió la conquista de la última ciudad bizantina en Asia: Filadelfia. Ya en 1378, Juan V Paleólogo prometió entregar esta ciudad a Murad I a cambio de ayuda de los otomanos en la guerra civil bizantina. Sin embargo, los ciudadanos de Filadelfia se negaron a rendirse y la ciudad, aislada ya del resto del territorio bizantino, fue en realidad totalmente autónoma. No fue hasta 1390 cuando fue tomada por los otomanos; su sultán Bayezid I convocó a los líderes contendientes de la guerra civil, sus vasallos Manuel II Paleólogo y Juan VII Paleólogo, ordenando que un contingente bizantino se incorporara a las fuerzas sitiadoras. La caída de Filadelfia fue la caída del último asentamiento independiente cristiano griego en el oeste de Asia Menor. La ciudad cambió el nombre por el de Alaşehir. Una vez que se consumó la paz con Karaman, Bayezid se movió hacia el norte contra Kastamonu, que había dado refugio a muchos que huían de sus fuerzas, y conquistó tanto esa ciudad como Sinope. Sin embargo, su campaña subsiguiente fue detenida por Burhan al-Din en la batalla de Kırkdilim (1392). Bayezid intentó armar un nuevo y poderoso ejército para aplastar al Kadi Burhan al-Din y completar su conquista de Anatolia, sin embargo la llegada de noticias amenazadoras de Europa lo obligó a abandonar ese plan y dirigirse apresuradamente hacia el oeste.

### Campaña en los Balcanes y Valaquia. Anexión otomana de Bulgaria

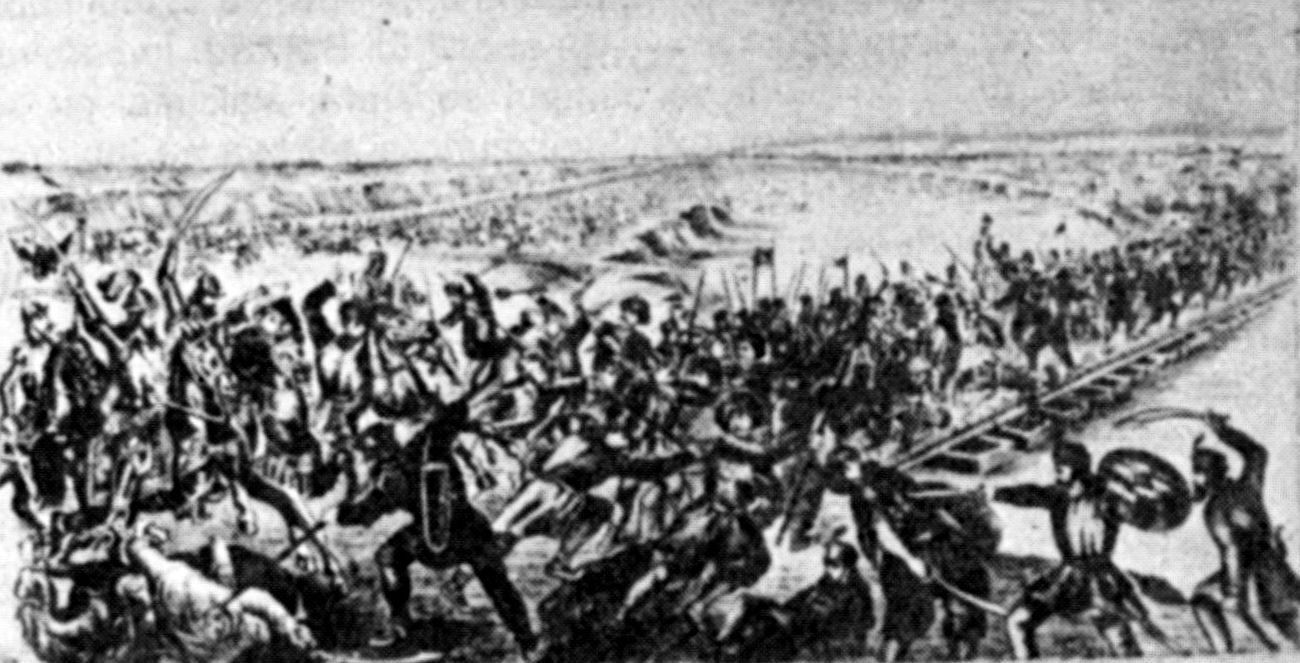
Batalla de Rovine.

Los problemas en Anatolia envalentonó a los vasallos balcánicos de los otomanos, que intentaron recuperar su perdida independencia. Los bizantinos del emperador Manuel II Paleólogo (que había sucedido a su padre Juan V en 1391, escapando del cautiverio otomano) recuperaron Tesalónica y gran parte de Macedonia. El principado de Valaquia pactó una nueva alianza con Hungría y con la ayuda del zar Iván Shishman de Bulgaria los aliados no solo habían establecido su control en la orilla sur del Danubio, sino incluso sobre el Despotado de Dobruja. Bayezid, de regreso a Europa, reconquistó toda estas tierras rápidamente y sin problemas. Tomó Tarnovo, la capital búlgara, el 17 de julio de 1393 tras un breve asedio. Iván Shishman escapó a Nicópolis, a orillas del Danubio. Fue entonces cuando marchó contra los bizantinos, reconquistando Tesalónica el 21 de abril de 1394 y enviando expediciones destructivas a Morea. En 1394, Bayezid cruzó el río Danubio para atacar al sur de Hungría y a Valaquia, gobernada en ese momento por Mircea el Viejo. Los otomanos eran superiores en número, pero el 10 de octubre de 1394, en la batalla de Rovine, en terrenos boscosos y pantanosos, los valacos ganaron la feroz batalla e impidieron que el ejército otomano avanzara más allá del Danubio. Cuando regresó de Valaquia después de la batalla de Rovine, Bayezid atacó y capturó a Nicópolis, la nueva capital búlgara y mandó decapitar al zar Iván Shishman el 3 de junio de 1395. De esta manera, Bayezid impuso la administración otomana en Bulgaria, inaugurando un sistema de gobierno más directo que habría de extenderse después al resto de las otras provincias balcánicas.

### Cruzada de Nicópolis
La frontera entre el islam y el cristianismo se estaba acercando poco a poco hacia Hungría, en la cual reinaba al sazón el rey Segismundo de Luxemburgo (futuro rey de Bohemia y Emperador del Sacro Imperio Romano Germánico, hijo del emperador Carlos IV), de origen germano-checo. En 1390 comenzaron las incursiones turcas dentro de los territorios húngaros del sur y, a pesar de que Segismundo condujo una victoriosa campaña en 1392 contra los turcos (apoyando de paso a los valacos de Mircea I) repeliéndolos hacia regiones serbias del sur, estos continuaron avanzando, por lo cual el monarca húngaro decidió llamar a una guerra cruzada. En 1394, el papa Bonifacio IX proclamó una nueva cruzada contra los turcos, aunque en este tiempo el Cisma de Occidente había partido el Papado en dos, siendo rivales Aviñón y Roma. El Papa tuvo que esperar largo tiempo para proclamar la cruzada. Después de diversos llamamientos, Inglaterra y Francia, sumidas en la que se llamaría guerra de los Cien Años, pactaron una tregua y los reyes Ricardo II y Carlos VI financiaron la empresa. Los franceses negociaron con los húngaros, algo que llevaban haciendo ya desde 1393. El plan original había sido realizado por los duques Juan de Gante (tío de Ricardo II), Luis de Orleans y Felipe II de Borgoña (hermano y tío de Carlos VI, respectivamente), partiendo en 1395, con los reyes Carlos VI y Ricardo II que les seguirían al año siguiente. Sin embargo, a comienzos de 1396 los planes ya habían sido abandonados. En vez de lo planeado, y el heredero borgoñón Juan Sin Miedo (hijo del duque Felipe II) tomó la iniciativa con aproximadamente 1600 borgoñones, la mayoría caballería, junto con un contingente inglés de alrededor de 200 hombres. A estos también se unieron unos 1200 soldados llegados desde el Palatinado, Baviera y Núremberg. Pequeñas unidades militares de Castilla, Aragón, Portugal, Navarra, Bohemia y Polonia. Mircea I de Valaquia, aunque ortodoxo, participó en la cruzada aportando un contingente de soldados. Del otro lado del Danubio, el zar búlgaro Iván Sracimir de Vidin (hermano de Iván Shishman) se unió a la cruzada. Entre tanto, Segismundo había reunido un ejército de 10 000 húngaros. Las fuerzas cruzadas finalmente lograron reunirse en territorio húngaro hacia principios de julio de 1396. El duque Juan de Borgoña se puso a la cabeza del ejército cruzado y se lanzó hacia el Danubio. Las repúblicas de Venecia y de Génova aportaron embarcaciones y apoyo logístico para los cruzados en el cruce de este río. Cuando el ejército cruzado franqueó finalmente el Danubio, alcanzó Vidin, el zar Iván Sracimir abrió sus puertas y entregó a la guarnición turca. Los turcos de la guarnición de Oryahovo trataron de resistir, pero los búlgaros lograron capturar la fortaleza. En su avance los cruzados (unos 16.000 hombres) saquearon Rahova, cuyos habitantes en su mayoría fueron pasados a cuchillo, y llegaron hasta Nicópolis, a la cual pusieron sitio. La ciudad estaba bien defendida y abastecida, y los cruzados no estaban pertrechados de máquinas de asedio. Sin embargo, se quedaron y esperaron a los otomanos. Bayezid, ya preparando el asedio de Constantinopla, marchó con su ejército hacia Nicópolis. Su aliado, el príncipe Stefan Lazarević de Serbia, se reunió con bayezid el 24 de septiembre, consiguiendo el sultán, de esta manera un contingente muy similar al de los cruzados (unos 15.000 hombres). El 25 de septiembre de 1396, en la batalla de Nicópolis, los cruzados fueron aniquilados. Vencidos los turcos al principio, los cruzados pensaron que ganaron la batalla, sin embargo un contraataque exitoso dirigido por Bayezid en persona cambió la situación bruscamente. Los cruzados sufrieron una aplastante derrota; cayeron en masa en manos de los otomanos (entre ellos Juan Sin Miedo), y los que escaparon de caer prisioneros (como el caso del rey Segismundo), huyeron hacia el Danubio, se arrojaron al agua e intentaron salvarse a nado o abordando las embarcaciones venecianas o genovesas. Las fuerzas de Bayezid también sufrieron grandes pérdidas. Bayezid, enfurecido por los ejecutados en Rahova y las bajas de sus fuerzas en la batalla, mandó a ejecutar a 3000 prisioneros cruzados. Los obligó a desfilar ante él y después los entregó a los verdugos. Los escasos prisioneros que sobrevivieron eran nobles y solo con inmensas sumas y regalos se los pudo rescatar.

### Asedio a Constantinopla
El escape de Bursa de Manuel II para ser coronado emperador y la negativa de este para asistir a una reunión con Beyazid I motivaron a cumplir el mayor deseo de su vida: la conquista de Constantinopla.
Entre 1394 y 1396, se estableció el bloqueo alrededor de Constantinopla. Los otomanos se contentaron con evitar que alguien entre o salga de la ciudad. A principios de 1394, Manuel II entró en contacto con los venecianos, quienes temieron por sus intereses en caso de que la ciudad fuera tomada por los turcos. Venecia incluso hace el esfuerzo de llegar a un acuerdo con su enemiga tradicional, Génova. Manuel II favorece el entendimiento de ambas. Mientras tanto, Venecia le ofreció a Manuel que solicite la ayuda del papa y contribuyó al abastecimiento de Constantinopla mediante el envío de naves de transporte. De hecho, la debilidad de la armada otomana hizo la ruta marítima como la única vía de acceso a Constantinopla.
Durante la cruzada, que desembocó en el desastre cristiano en Nicópolis, una flotilla veneciana liderada por Tommaso Mocenigo logró llegar a Constantinopla. Esta flota fue destinada para la defensa de los estrechos y sirvió de enlace entre Bizancio y los cruzados. Sin embargo, la catastrófica derrota cruzada frustró los planes bizantinos. Las consecuencias de esta derrota fueron dramáticas para Constantinopla cuyos líderes contaban con el éxito de los cruzados para romper el bloqueo otomano. De esta manera, Bayezid reanudó muy rápidamente sus proyectos contra el Imperio bizantino y se apoderó de Selimbria, un puesto avanzado para la defensa de su capital. La mayoría de las tropas otomanas estaban ante Constantinopla, excepto 30 000 hombres que estaban asolando la Morea bizantina. Venecia y Génova se movilizaron para proporcionar navíos en defensa de la capital bizantina, mientras que Manuel II se negaba a entregar la ciudad sin luchar. Bayezid, para fortalecer su asedio, construyó la fortaleza de Anadoluhisarı en la orilla asiática del Bósforo y tenía planeado usar a Juan VII Paleólogo para reemplazar a su tío Manuel II a la cabeza de lo que quedaba del Imperio Bizantino.
En 1397, a pesar de haberse debilitado el asedio otomano, Manuel II solicitó en vano ayuda al mundo cristiano. Sin embargo, gracias a la gestión de su tío materno Teodoro Cantacuzeno, recibe ayuda francesa. Desembarcan en Constantinopla, en medio de la ovación del pueblo hambriento, unos 1200 hombres, al mando del mariscal Juan Le Maingre "Boucicault". Nombrado Gran Condestable Imperial, el mariscal Boucicault, juntamente con Manuel II, dirigió varias expediciones contra los turcos a Asia Menor. Por lo tanto, las posiciones turcas del mar de Mármara y el Bósforo pasaron a ser altamente vulnerables. sin embargo la ayuda francesa resultó insuficiente. Boucicault, liderando el trabajo de consolidación de las defensas de Constantinopla, también logra reconciliar a Manuel II con Juan VII. El mariscal Boucicaut luego persuade a Manuel a viajar a Europa a fin de crear una cruzada entre los príncipes católicos que solo podrían salvar a Constantinopla. Manuel II acepta la propuesta y delega el mando imperial a Juan VII durante su viaje. Del mismo modo, Chateaumorand, es nombrado capitán del rey de Francia por el mariscal Boucicaut en la ciudad de Constantinopla, se queda con cien hombres allí. El 10 de diciembre de 1399, Manuel II y su familia abandona Constantinopla hacia el oeste.
En Constantinopla, durante la ausencia de Manuel II, las pocas tropas francesas llevan a cabo varias acciones ofensivas contra los turcos, en particular para buscar comida. En cuanto a Bayezid no emprendió ninguna acción ofensiva de gran escala para tomar Constantinopla.
Fue en 1400 la providencial aparición del emir turco-mongol Timur en las fronteras orientales otomanas. En la capital bizantina, se esperó por muchos años utilizar a Timur como un aliado, siendo siempre vehementes rechazadas las proposiciones bizantinas por el líder asiático. En 1401, Juan VII le prometió, si derrotaba a los otomanos, a pagarle el tributo que ya le pagaba a Bayezid. Finalmente la sorpresiva derrota de este último ante Timur levantó el asedio a Constantinopla.

### Segunda campaña en Anatolia. Derrota y muerte de Bayezid

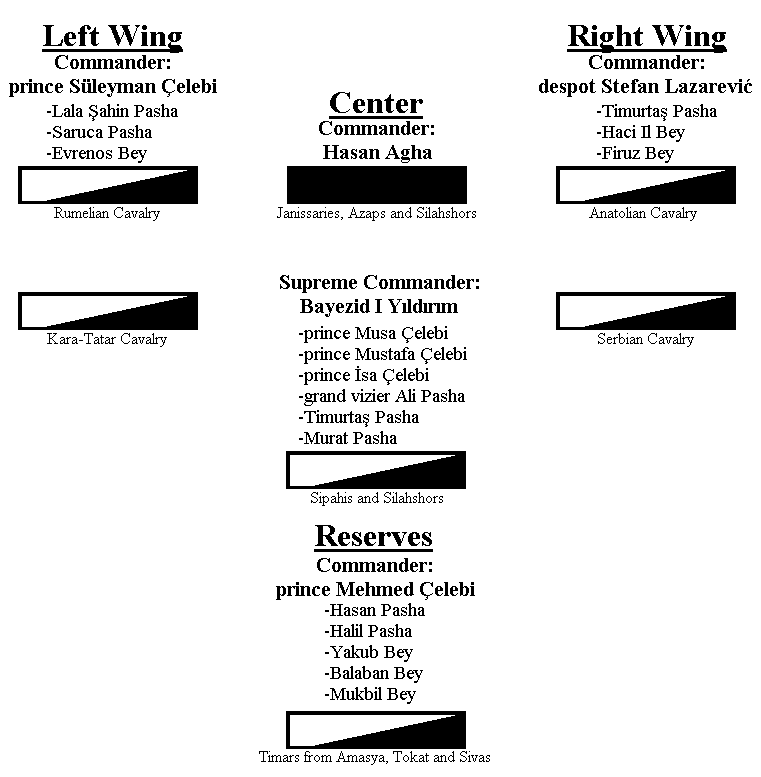
Orden de batalla del ejército de Bayezid I durante la batalla de Ankara (1402).

Parecía estar a punto de coronar sus triunfos al conquistar Constantinopla, cuando entró en conflicto con Temür, que le resultaría fatal. Después de su victoria en Nicópolis, Bayezid regresó a Anatolia para poner fin a sus conquistas que habían quedado interrumpidas por sus campañas en los Balcanes y en Valaquia. Aplastó rápidamente a Karaman, último principado independiente de los otomanos, tomando su capital, Konya, y alcanzando el Éufrates en 1397. Al año siguiente, Bayezid eliminó al estado del Kadi Burhan al-Din, establecido en Anatolia oriental, y penetró en el valle superior del Éufrates ocupando territorios mamelucos en el área de Malatya y Elbistan. El sultanato mameluco de Egipto en esa época comenzó su decadencia y el sultán Barquq (fundador de la dinastía buryí) se vio incapaz de emprender una acción ofensiva contra el invasor otomano, cuyo grueso se retiró nuevamente en dirección a Constantinopla, para proseguir con el asedio de esa ciudad.
Sin embargo el avance otomano hacia el este puso al sultán Bayezid I en contacto con un rival mucho más poderoso, el emir Temür de Transoxiana, un caudillo turco-mongol que representaba política y militarmente a los oscurecidos kanes del Ulus Chagatai. Temür, por medio de efectivas y sangrientas conquistas, se había creado un gran imperio que incluía el centro y el sur de Asia Central, toda la meseta iraní, Anatolia oriental, el Cáucaso, Irak y el noroeste de Indostán, hasta la ciudad de Delhi (la cual saqueó en 1398). A pesar de que empezó a prestar atención a la amenaza de creciente poder otomano en su flanco occidental, Temür no deseaba conflictos armados con Bayezid y le dirigió un mensaje con el fin de solucionar las causas de las confrontación. Bayezid I cometió el error, en 1400, de intentar imponer su soberanía sobre el emir Taherten, súbdito de Temür. Este emir gobernaba en Erzincan y Erzurum. Para cumplir su cometido, Bayezid se valió del bey Qara Yusuf, jefe de confederación tribal turcomana Kara Koyunlu y enemigo de Temür. En apoyo de su vasallo, Temür se dirigió en agosto de 1400 hacia Anatolia. Pero mientras Temür guerreaba contra los mamelucos (aliados nominales de los otomanos) en Siria, Bayezid tomó Erzincan, capturando a la familia de Taherten.
Temür no tomó represalias de inmediato, sino que pasó el invierno de 1401-02 en Karabaj, y la primavera siguiente se situó en las fronteras de Georgia, para invadir finalmente el imperio Otomano en junio de 1402. Pasó por Erzurum y Erzincan con el objetivo de recuperar la disputada fortaleza de Kemah, donde se controlaba el alto Éufrates y que había sido arrebatada a Taharten, por Bayezid: la fortaleza cayó en cuestión de diez días y regresó a su antiguo señor. De aquí se dirigió a la planicie de Sivas donde se encontró con mensajeros otomanos. Temür exigió la rendición de
Ahmad Yalaír, el sultán fugitivo de Bagdad, y de Qara Yusuf, de los Kara Koyunlu. Ambos se encontraban refugiados con los otomanos. Sin embargo, los mensajeros del sultán le informan de que Bayezid no pensaba aceptar sus exigencias, sino al contrario, que el propio Temür le rinda tributo. Ante este fracaso de la diplomacia, Temür decidió continuar su marcha hacia Anatolia. Temür pasó revista a sus tropas en Sivas, y avanzó con rapidez hacia Ankara, siguiendo el río Kizilirmak, llegando y poniéndola bajo asedio.
Al enterarse de la llegada del ejército timúrida, el sultán Bayezid levantó de manera definitiva el sitio de Constantinopla y, tras reconcentrar su ejército en Bursa, marchó hacia el este para enfrentarse a Temür. En las fuerzas de Bayezid, iban como comandantes subalternos los hijos del sultán otomano: los príncipes Süleyman Çelebi, Mehmed Çelebi, Musa Çelebi y Mustafa Çelebi. Además, como fuerza vasalla, iba un contingente serbio, al mando del príncipe Esteban Lazarević. Coincidentemente, el ejército otomano ya había pasado por Ankara y se dirigió hacia el este en busca del ejército de Temür.
Sin embargo, los exploradores de Bayezid pronto informaron de que los timúridas estaban asediando Ankara esencialmente detrás de él. De hecho, los timúridas estaban usando el mismo campamento que los turcos habían usado recientemente en su marcha hacia el este. El ejército otomano dio la vuelta inmediatamente, y a marchas forzadas se dirigió contra el invasor. Temür levantó el asedio cuando los exploradores trajeron la noticia de que se acerca el ejército otomano, reubicándose a varios kilómetros al noreste de Ankara, cerca de la ciudad de Bar. El ejército de Bayezid estaba exhausto debido a la larga marcha forzada desde Bursa a Sivas y a Tokat, y de nuevo de vuelta a Ankara, en persecución del enemigo.
Además de su inferioridad numérica y de su estado de extenuación, otro factor que debilitó considerablemente al ejército otomano fue la falta de agua, un gran inconveniente si se tienen en cuenta las altas temperaturas del verano en Anatolia. Temür destruyó los pozos situados en torno a Ankara. Además, desvió el río Cubuk, que atraviesa la llanura del mismo nombre, construyendo una presa y un embalse al sur de la ciudad de Cubuk. De este modo, las fuerzas de combate otomanas y sus caballos no disponían de agua para beber. Cuando el ejército otomano se acercó al campo de batalla, sediento, y casi agotado por varios días de marchas forzadas calientes, se encontraron con las fuerzas timúridas dispuestas en orden de batalla a lo largo de las orillas del río Cubuk, al sur de la ciudad.
La mayor sorpresa de los extenuados otomanos fue cuando vieron que su principal fuente de agua se había reducido al mínimo, y que estaba a punto de desaparecer por completo. Frenéticamente en busca de una fuente alternativa, los otomanos encontraron un solo pozo, que por supuesto había sido contaminado por los timúridas. Sin ninguna otra fuente de agua disponible, la moral del ejército otomano se desplomó. A la mañana siguiente ambos jefes decidieron poner sus ejércitos en orden de batalla, era el viernes 20 de julio de 1402.
En la batalla de Ankara (20 de julio de 1402) Bayezid I observó con horror como los turcomanos de Aydin, Mentese, Saruhan y Kermian, viendo a sus príncipes entre las fuerzas de Temür, se cambiaron de bando en pleno campo de batalla. Beyazid luchó durante todo el día, a la cabeza de 10 000 jenízaros y de las tropas serbias. Finalmente, al atardecer decidió retirarse después de ver a su guardia aniquilada. Pero su caballo cayó muerto y fue hecho prisionero junto con uno de sus hijos, Mustafa Çelebi.
Cuando el sultán otomano, finalmente, aceptó el consejo de su esposa y de sus allegados, de avanzar por segunda vez hacia el este perdió el apoyo de la aristocracia turca en un momento en que el nuevo ejército de Kapıkulları (esclavos) aún no se encontró preparado para librar acciones bélicas importantes, particularmente contra un ejército tan aguerrido y poderoso como el de Temür. En la práctica, solo contó con los vasallos serbios para formar su ejército, y estos resultaron insuficientes para su misión. De este modo la expansión de Bayezid hacia el este acabó en desastre.
A pesar de que, de acuerdo con la mayoría de los cronistas e historiadores, Bayezid fue relativamente bien tratado por Temür, quebrado por el desastre y la humillación, falleció pocos meses después (9 de marzo de 1403) en Aksehir.
Temür continuará su campaña en Anatolia, arrasando la capital otomana, Bursa, la ciudad de Alaşehir (la antigua Filadelfia), donde construyó un muro con los cadáveres de sus prisioneros, y el enclave cristiano de los Caballeros de Rodas en Esmirna (último enclave de los cruzados en Asia), cuyo asedio fue seguido de una masacre. El territorio otomano experimentó una fuerte sacudida, quedando reducido a poco más que el norte de Frigia, Bitinia y Misia, Balcanes y lo que restaba del Imperio bizantino.

## Matrimonios e hijos

### Esposas y concubinas
- Angelina Hâtûn (¿?-¿?), primera esposa de Bayezid (casada en 1372) y madre de Şehzade Musa;
- ............... Hâtûn (1360-1403), segunda esposa de Bayezid (casada en 1372) y una de las hijas de Constantino;
- Devlet Şah Hâtûn (1365-1414), tercera esposa de Bayezid (casada en 1378), hija del emir Süleyman Şah de Germiyan y madre de Isa Çelebi, de Mustafa Çelebi (Düzmece Mustafa) y de Musa Çelebi (Büyük Musa Çelebi);
- Maria Fadrique (1370-1395), cuarta esposa de Bayezid e hija del conde húngaro Juan Hunyadi;
- ............... Hâtûn (¿?-¿?), quinta esposa de Bayezid (casada en 1386 en Yenişehir) y una de las hijas del emperador bizantino Manuel II Paleólogo;
- ............... Hâtûn (¿?-¿?), sexta esposa de Bayezid (casada en 1389) y una de las hijas del emperador bizantino Juan V Paleólogo y de la emperatriz Helena Cantacucena;
- Hafsa Hatun (¿?-¿?), séptima esposa de Bayezid (casada en 1389) e hija del emir Isa Bey de Aydın;
- Karamanoğlu ............... hanım (¿?-¿?), octava esposa de Bayezid;
- Sultan Hatun (¿?-¿?), novena esposa de Bayezid e hija del emir Süleyman Şah de Dulkadir;
- Mileva Olivera Despina Hatun (1372-1444), décima esposa de Bayezid e hija del príncipe Lazar Hrebeljanović de Serbia;
- ............... (¿?-¿?), decimoprimera esposa de Bayezid;
- Devlet Hatun (¿?-1414), decimosegunda esposa de Bayezid e hija del emir Yakup II Bey de Germiyan y madre de Mehmed Çelebi (futuro sultán Mehmed I).

### Hijos
- 12 varones:
  - Şehzade Ertuğrul Çelebi (1376-1392);
  - Şehzade Süleyman Çelebi (1377-1411), co-sultán en Rumelia (1403-1411), asesinado por partidarios de su hermano Musa;
  - Şehzade Isa Çelebi (1380-1406), gobernador de Anatolia, asesinado por los partidarios de su hermano Mehmed;
  - Şehzade Büyük Musa Çelebi (¿?-¿?);
  - Şehzade Ibrahim Çelebi (¿?-¿?);
  - Şehzade Kasim Çelebi (¿?-¿?), enviado como rehén a Constantinopla junto con su hermana, Fatma Hatun;
  - Şehzade Yusuf Çelebi (¿?-¿?), convertido al cristianismo, cambió su nombre a Demetrios;
  - Şehzade Mehmed Çelebi (1389-1421), gobernador de Anatolia y futuro sultán Mehmed I;
  - Şehzade Küçük Musa Çelebi (1390-1413), sultán de Rumelia (1411-1413), ejecutado por orden de su hermano Mehmed;
  - Şehzade Mustafa Çelebi (1393-1422), llamado Düzmece Mustafa (en turco: Mustafa el Impostor), ejecutado por orden de su sobrino Murad II;
  - Şehzade Hasan Çelebi (¿?-¿?);
  - Şehzade Ömer Çelebi (¿?-¿?).

- 7 mujeres:
  - Irhondu Hanım (¿?-¿?), se casó con Yakub Bey, hijo de Pars Bey;
  - ............... Hanım (¿?-¿?), hija de Mileva Olivera Despina Hatun y casada con Abu Bakr Mirza, hijo de Mirza Jalal-ud-Din Miran Shah Beg;
  - Paşa Melek Hatun (¿?-¿?), hija de Mileva Olivera Despina Hatun y casada con Amir Jalal-ud-Din Islam, hijo de Shams-ud-Din Muhammad, uno de los generales de Tëmur;
  - Sultan Fatma Hanım (¿?-¿?);
  - Oruz Hanım (¿?-¿?), hija de Mileva Olivera Despina Hatun;
  - Hundi Fatma Hatun (¿?-¿?), casada con el seyyid Emir Sultan;
  - Fatıma Hanım (¿?-¿?).